# سدا پطروسیان
سدا هُوهانِسی پطروسیان (ارمنی: Սեդա Հովհաննեսի Պետրոսյան؛ انگلیسی: Seda Petrossian؛ زادهٔ ۱۷ اوت ۱۹۱۷ - ۸ مارس ۲۰۰۵) مهندس، و سازنده اهل ارمنستان بود.

## زندگی‌نامه
وی در ۱۷ اوت ۱۹۱۷ در ایروان به دنیا آمد و از دانشکده معماری دانشگاه ملی پلی‌تکنیک ارمنستان (۱۹۴۱) فارغ‌التحصیل گشت. استپان مناتسکانیان (معمار) همسر وی بود. وی عضو اتحادیه معماران ارمنستان بود. وی در ۸ مارس ۲۰۰۵ در سن ۸۷ سالگی در ایروان درگذشت.

## یادداشت
1. ↑  builder

## نگارخانه

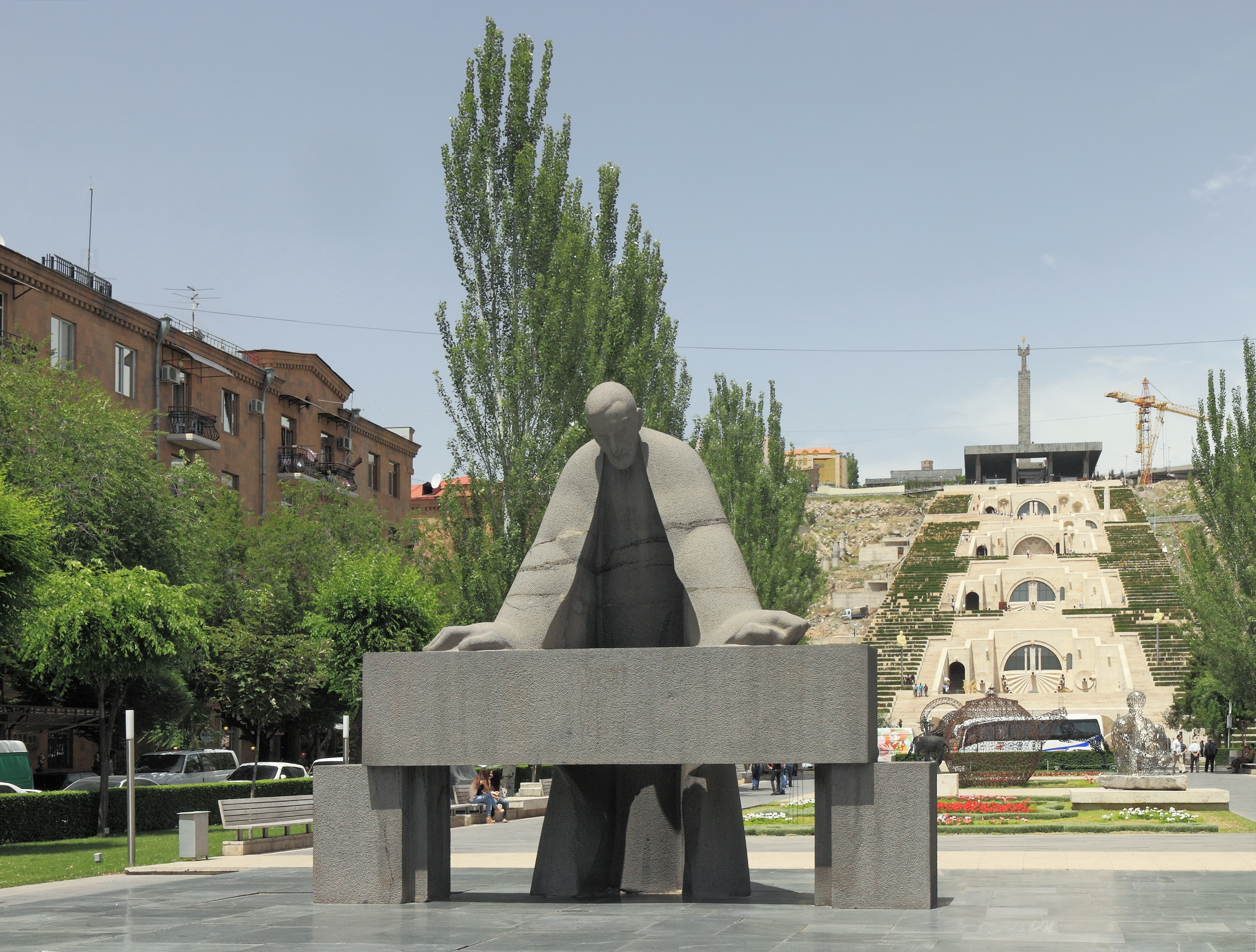
تندیس یادبود آلکساندر تامانیان، ایروان